# The Birthday Party (Film)
The Birthday Party ist ein Filmdrama von Miguel Ángel Jiménez. In dem auf einem gleichnamigen Roman von Panos Karnezis basierenden Thriller spielt Willem Dafoe einen wohlhabenden griechischen Geschäftsmann, der zum 25. Geburtstag seiner Tochter auf seiner Privatinsel die titelgebende Party veranstaltet. Der Film feierte Anfang August 2025 beim Locarno Film Festival seine Premiere.

## Handlung
Markos Timoleon, ein wohlhabender griechischer Geschäftsmann, veranstaltet zum 25. Geburtstag seiner Tochter Sofia auf seiner Privatinsel eine Party. Seit dem Tod seines Sohnes, der bei einem Flugzeugabsturz ums Leben kam, ist sie seine alleinige Erbin. Der Tycoon, der es gewohnt ist, alles und jeden um sich herum rücksichtslos und um jeden Preis zu kontrollieren, hat im Geheimen eine wichtige Entscheidung seine Tochter betreffend getroffen. Im Laufe der Nacht wird die Party immer wilder und dekadenter.

## Literarische Vorlage
Der Film basiert auf dem Roman The Birthday Party von Panos Karnezis. Dieser spielt an einem einzigen Tag im Spätsommer 1975 und erzählt vom Aufstieg des 72-jährigen griechischen Reeders Marco Timoleon und wie er zu Reichtum und Ruhm gelangte. Für diesen Tag Ende August hat er auf seiner Privatinsel in der Ägäis eine große Party zum 25. Geburtstag seiner Tochter veranstaltet. In Rückblenden zeichnet der Erzähler das Leben des im Jahr 1903 in Anatolien geborenen Geschäftsmannes nach, berichtet von seiner Kindheit in Izmir bis zu seinem heutigen kosmopolitischen Leben und seinem Status als einer der reichsten Männer der Welt.

## Produktion

### Regie, Drehbuch und Filmaufbau
Regie führte Miguel Ángel Jiménez, der gemeinsam mit Produzent Giorgos Karnavas und Autor Panos Karnezis auch das auf dessen Roman basierende Drehbuch schrieb. Der Spanier ist bekannt für Filme wie Ori, Chaika und Una ventana al mar. Obwohl Jimenez die in seinem Film gezeigte reiche, brutale, frivole, falsche und eigennützige Kaste, in der der Milliardär und seine Familie leben, entschieden ablehnt, war der Regisseur entschlossen, „sie so menschlich und intim wie möglich darzustellen“ und sie nicht von Anfang an lächerlich zu machen oder zu verurteilen.
In einem kurzen Prolog stellt der Regisseur in seinem Film den Tycoon Marco Timoleon an seinem persönlichen Tiefpunkt vor. Mit mürrischer Gelassenheit reagiert er auf die Nachricht, sein Sohn und Lieblingskind sei bei einem Wasserflugzeugabsturz ums Leben gekommen.

### Besetzung und Dreharbeiten
„Markos sieht sich nicht als schlechten Menschen. Er denkt, er handle aus Liebe [...] Er ist eine komplexe Figur, nicht bloss ein Monster. Ja, er ist realitätsfern, Teil einer toxischen patriarchalen Struktur, ein Macho.“

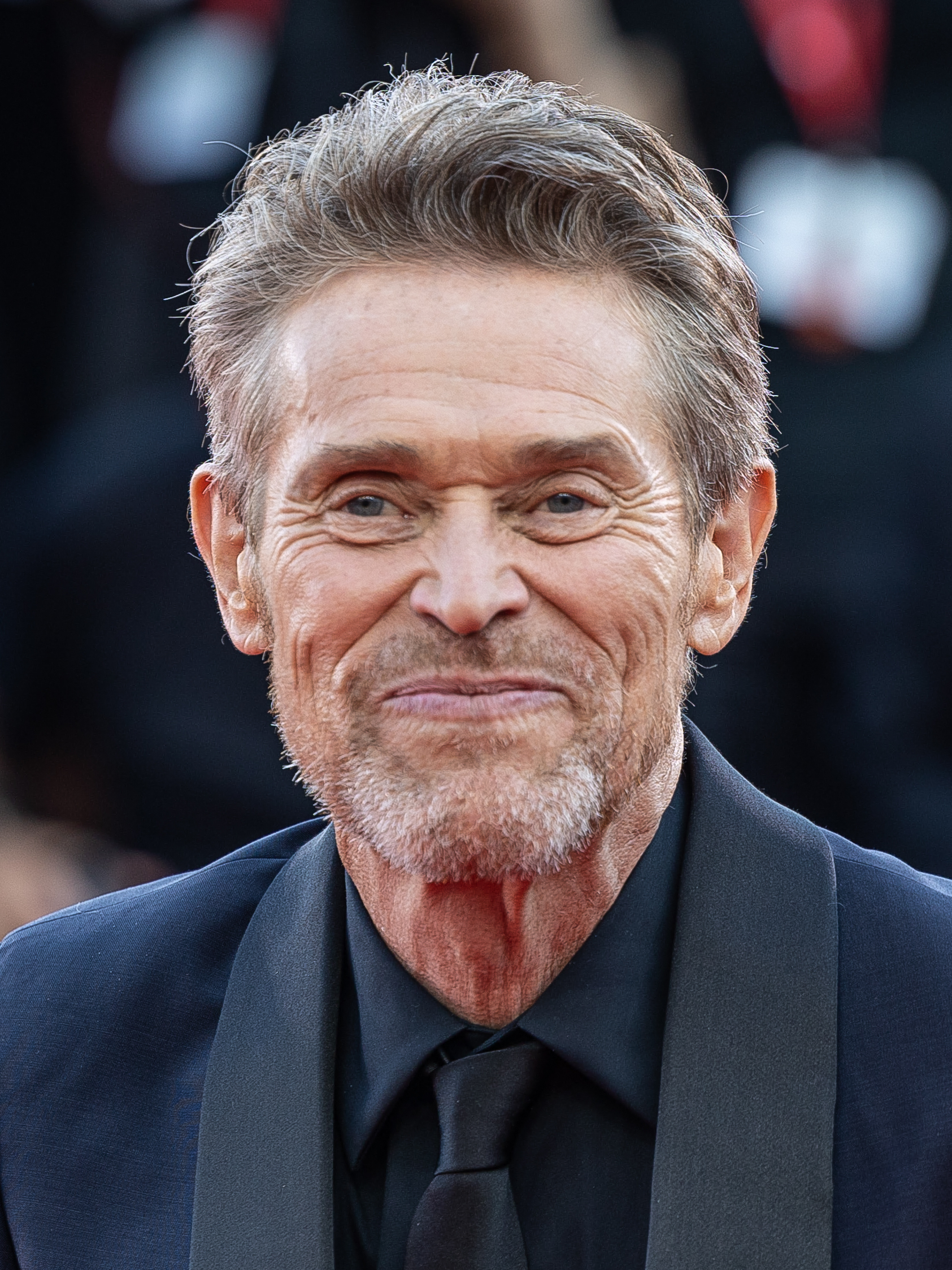
Willem Dafoe spielt den griechischen Tycoon Markos Timoleon

Der US-Amerikaner Willem Dafoe spielt den griechischen Geschäftsmann Markos Timoleon. Er war bereits in dem von Drehbuchautor Giorgos Karnavas mitproduzierten Psychothriller Inside von Vasilis Katsoupis in der Hauptrolle zu sehen und spielte in dem Film einen dreisten Kunstdieb. Vic Carmen Sonne, bekannt durch ihre Rolle im Film Das Mädchen mit der Nadel, spielt Sofia und Emma Suárez ihre Stiefmutter und Timoleons Ehefrau Olivia. Joe Cole spielt den britischen Schriftsteller und Journalisten Ian Forster, der beim Schreiben von Timoleons Biografie eine Beziehung mit der Tochter des Milliardärs eingeht. Christos Stergioglou spielt einen Arzt namens Patrikios, der sich unter den Partygästen befindet. Das Casting übernahm Sofia Dimopoulou.
Die Dreharbeiten fanden größtenteils auf der Urlaubsinsel Korfu und in der griechischen Hauptstadt Athen statt und wurden Mitte August 2024 beendet. Kamerafrau Gris Jordana erhielt bei früheren Goya-Verleihungen sowohl eine Nominierung für Libertad, als auch für I Am Nevenka.

### Marketing und Veröffentlichung
Ein erster Clip wurde Ende Juli, Anfang August 2025 vorgestellt. Die Premiere des Films fand am 7. August 2025 beim Locarno Film Festival statt.

## Rezeption

### Kritiken
Lida Bach schreibt in ihrer Kritik für moviebreak.de, Willem Dafoes ambivalentes Charisma bleibe das Momentum des düsteren Danse macabre, und das trügerisch idyllische Setting und die als allegorische Akzente eingeblendeten Antiquitäten weckten Assoziationen mit der griechischen Tragödie. Obwohl eine Faszination für den schönen Schein, den Machtmissbrauch und die seelische Grausamkeit mit kostspieligen Oberflächen und reicher Dekadenz dem altväterlichen Voyeurismus eines Paolo Sorrentino gefährlich nahe komme, fingen das präzise Schauspiel und die zwischenmenschliche Desillusionierung das finstere Familiendrama.

### Auszeichnungen
Locarno Film Festival 2025
- Nominierung für den Prix du public UBS (Miguel Ángel Jiménez)